# Яковлев, Юрий Сергеевич
Юрий Сергеевич Яковлев (1920—1982) — учёный в области теории подводного ядерного взрыва, педагог, доктор технических наук, профессор, заслуженный деятель науки и техники РСФСР (1973), лауреат Государственной премии СССР (1981), участник Великой Отечественной войны, вице-адмирал.

## Биография
Юрий Сергеевич Яковлев родился 19 февраля 1920 года в Нижнем Новгороде в семье военного корабельного инженера Сергея Тимофеевича Яковлева.
В 1941 году Ю. Яковлев окончил кораблестроительный факультет Высшего военно-морского инженерного училища имени Ф. Э. Дзержинского. Был оставлен в адъюнктуре при училище.
В ноябре 1941 года, по личной просьбе был откомандирован на фронт. С декабря 1941 по июль 1943 года принимал участие в боях на Карельском фронте. Командовал взводом, а затем батареей отдельного истребительного противотанкового дивизиона 70-й морской стрелковой бригады.
В 1943 году Ю. Яковлев был отозван с фронта и направлен на судостроительный завод № 340 в г. Зеленодольске. В 1945 году участвовал в конкурсе на проект бронекатера и занял второе место.
С 1946 по 1952 год работал в Центральном НИИ военного кораблестроения. С 1945 года осуществлял приёмку от промышленности кораблей и боевой техники. В 1946 году стал кандидатом технических наук. Кандидатская диссертация была посвящена разработке аналитического метода расчёта бокового спуска корабля.
В 1947 году старшим офицером ЦНИИ ВК Яковлевым Ю. С. впервые была рассмотрена задача об остойчивости корабля под воздействием воздушной ударной волны мощного взрыва.
В 1949 году Яковлев окончил математико-механический факультет Ленинградского государственного университета (заочно) и в 1950 году поступил в докторантуру при Математическом институте имени В. А. Стеклова АН СССР (на заочное отделение), где работал под научным руководством академика М. А. Лаврентьева. С 1949 года главным направлением работы Яковлева стала теория ядерного взрыва.
В 1951—1954 годах был начальником отдела Научно-исследовательского института военного кораблестроения.
В 1954 году капитан 2 ранга Ю. Яковлев был назначен заместителем начальника по научно-исследовательской работе Центральной научно-исследовательской лаборатории ВМФ (ЦНИЛ № 14 ВМФ). 19 апреля 1955 года лаборатория преобразуется в ЦНИИ № 16 ВМФ (Научно-исследовательского института специального вооружения ВМФ — будущий Морской филиал 12 ЦНИИ МО).
В 1954—1955 годах Ю. С. Яковлев — научный руководитель одной из первых научно-исследовательских работ ЦНИЛ по изучению мощных подводных взрывов на основе модельных испытаний, а также один из активных участников впервые проводимых в СССР ядерных испытаний морского оружия — руководитель группы сотрудников по динамике поля.
В 1956—1958 годах создал курс лекций по теории взрыва в Военно-морской академии.
В 1959 году капитан 1 ранга Ю. С. Яковлев был назначен начальником Научно-исследовательского института специального вооружения ВМФ. В этом же году утверждён в учёном звании профессора.
С 1957 по 1962 год Яковлев являлся научным руководителем Испытательного полигона ядерного оружия на Новой Земле.
С 1961 года Ю. С. Яковлев — бессменный председатель учёного совета по присуждению учёной степени кандидата наук, а с 1967 года — председатель специализированного учёного совета по защите диссертаций на соискание учёных степеней кандидат и доктор наук.
15 марта 1973 года Указом Президиума Верховного Совета РСФСР Ю. С. Яковлеву было присвоено почётное звание заслуженного деятеля науки и техники РСФСР.
В 1975 году Яковлев был назначен заместителем председателя морского экспертного совета Высшей аттестационной комиссии.
В 1981 году Ю. С. Яковлев был удостоен звания лауреата Государственной премии СССР за создание нового поколения боеприпасов ВМФ.
Умер в 1982 году. Урна с прахом Ю. С. Яковлева покоится на территории Морского филиала 12 ЦНИИ МО (НИЦ БТС).

## Награды
- Орден Ленина (дважды)
- Орден Красного Знамени
- Орден Трудового Красного Знамени
- Орден Красной Звезды
- Орден «За службу Родине в Вооруженных Силах СССР» 3-й степени
- Медали.

## Память
- В 2002 году в Научно-исследовательском центре безопасности технических систем (НИЦ БТС) 12 ЦНИИ МО учреждена ежегодная премия имени профессора Юрия Сергеевича Яковлева, присуждаемая за лучшую научно-исследовательскую работу, выполненную молодыми учеными и специалистами центра.